# Echanella temperata
Echanella temperata är en fjärilsart som beskrevs av Louis Beethoven Prout 1928. Echanella temperata ingår i släktet Echanella och familjen nattflyn. Inga underarter finns listade i Catalogue of Life.